# 斯科特山脈
67°30′S 50°30′E / 67.500°S 50.500°E
斯科特山脈（英語：Scott Mountains）是南極洲的山脈，位於恩德比地，長90公里、寬50公里，最高點海拔高度1,722米，該山脈在1930年1月13日被英國、澳洲和新西蘭探險隊發現。